# Mancomunidad Castellana
La Mancomunidad Castellana fue un proyecto fallido de creación de una mancomunidad entre diferentes diputaciones de provincias castellanas, en España.

## Historia
El 18 de diciembre de 1913 Alfonso XIII sancionó el Real Decreto de Mancomunidades Provinciales. A pesar de que la ley era aplicable a la totalidad de provincias españolas, finalmente solo las cuatro provincias catalanas hicieron uso de ella, formando la Mancomunidad de Cataluña.
A raíz de la creación de la Mancomunidad de Cataluña el 6 de abril de 1914, creció en Castilla el sentimiento de alcanzar el mismo estatus político que Cataluña. Pero ya antes de la creación de la mancomunidad catalana, el 4 de enero de 1914 y a propuesta del presidente de la Diputación de Valladolid, se debatió con varias provincias "para constituir la Mancomunidad Castellana". Aquel mismo año, el 13 de julio de 1914, la Diputación Provincial de León acordó apostar por la Mancomunidad con estas palabras: "1°. La mancomunidad con el mayor número de provincias castellanas, procurando se denomine de Castilla y León: 2°. Que las Juntas generales se celebren cada año en una de las provincias mancomunadas: 3°. Que la Comisión o Consejo permanente tengan representación en él las provincias de mayor número de habitantes, y 4°. Nombrar representantes de esta Diputación a los Sres. Argüello, Gullón, Domínguez Berrueta y Presidente".
Dos años después, en abril de 1916, el diario burgalés La Voz de Castilla abrazaba la causa regionalista castellana adoptando el subtítulo de órgano defensor del regionalismo castellano, que conservó hasta su último número en 1921.
En 1914, el prohombre santanderino Leopoldo Pardo, en el Boletín de Comercio de Santander, se manifestaba a favor de que la antigua provincia de Santander se mancomunara con las provincias hermanas de Burgos, Salamanca, Soria, Zamora, Ávila, Segovia, Palencia, Valladolid, Santander y León. Años después, en 1923, José del Río «Pick» fue el mayor exponente de la tesis castellanista en Cantabria, aquella que defendía la vinculación de la provincia de Santander dentro de Castilla la Vieja con la publicación de los artículos "El problema regional: Necesidad de la provincia en Castilla la Vieja" y "La personalidad de Santander. Castellanos por interés y por amor". Sobre la integración de la provincia de Santander en la Mancomunidad, afirmaba: "Pero esta tendencia nuestra a la Mancomunidad de Castilla no supone ni puede suponer que nuestra personalidad regional pueda ser absorbida. La Mancomunidad Castellana, si se establece, debe ser una federación de comarcas de abolengo castellano en la que cada una conservará sus particularidades propias. Santander, asimismo, con vida regional en sí misma pero dentro de la gran familia castellana (...)". En 1929, Gustavo San Millán, vicepresidente de la Coral Montañesa, hizo una defensa de la castellanía de La Montaña; y cuatro años más tarde, en 1933, Elofredo García, alcalde de Santander, afirmó que Santander era el puerto único y natural de Castilla y el desarrollo económico castellano "el principio de la futura autonomía regional". Consuelo Berges Rábago también defendió la castellanía de la Montaña (Cantabria) en un artículo de 1932.
La Diputación Provincial de Madrid, previo acuerdo tomado el 2 de diciembre de 1918 en Burgos por las diputaciones de una serie de provincias (Mensaje de Castilla), hizo una propuesta de creación de la Mancomunidad Castellana. Pocos días después, en enero de 1919, algunas diputaciones —las de Castilla la Vieja y León— reunidas en Segovia dieron algunos pasos para constituirse en autonomía regional y las Bases de Segovia fueron el resultado de sus trabajos.
En aquel mismo año de 1918, el escritor y economista ciudadrealeño Francisco Rivas Moreno se mostró partidario de que Castilla formara una región. En este sentido afirmaba: "De absurda califico la afirmación de que Castilla no puede formar región porque carece de dialecto". El mismo autor se declaró hijo de Castilla afirmando lo que sigue: "Para los hijos de Castilla, la idea de Patria está colocada en el altar de las más puras adoraciones, y el mayor placer es ofrendarla todo linaje de sentimientos nobles y de acciones generosas, anhelosos de ver a la madre común disfrutar de grandes prosperidades".
La creación de la Mancomunidad Castellana no prosperó, pero años después, en 1926, el burgalés Gregorio Fernández Díez se mostró partidario de la mancomunación de las provincias castellanas para acometer proyectos de interés común para ellas en su libro El Valor de Castilla. Sobre los trabajos de 1918 y 1919 para crear la Mancomunidad Castellana, aunque solo se trataba de una mancomunidad castellano-leonesa, dijo: "a fines de 1918, el Madrid político, el Parlamento iba ya a otorgarnos la autonomía integral, cuando las Diputaciones castellanas se levantaron proclamando que Castilla necesitaba al mismo tiempo, ni antes ni después, otro Estatuto para su autonomía".